# Robot militare

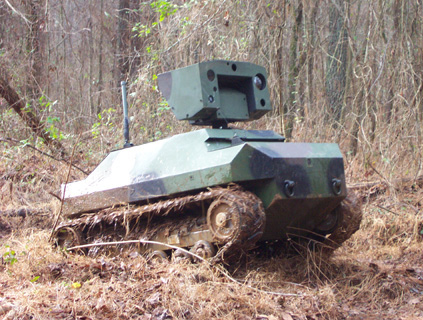
Robot militare

I robot militari sono un tipo di tecnologia che comprende sia i dispositivi telecomandati da remoto da un operatore sia i più recenti robot autonomi che si avvalgono, al posto dell'operatore, di sistemi di intelligenza artificiale progettati per applicazioni militari sia logistiche che di fuoco.
Tali sistemi tecnologici sono attualmente oggetto di ricerca e sviluppo da parte di varie forze armate nonché di critiche inerenti risvolti etici.

## Storia
In senso lato, i robot militari risalgono alla seconda guerra mondiale e alla Guerra Fredda, rappresentati soprattutto dai Goliath tedeschi e dai Teletank sovietici. L'uso di robot in guerra, anche se tradizionalmente è un argomento fantascientifico, è oggetto di ricerche in quanto possibile futuro mezzo di lotta. Già diversi robot militari sono stati sviluppati da vari eserciti.
Alcuni ipotizzano che il futuro della guerra moderna sarà combattuta con sistemi completamente autonomi di armi chiamati anche killer robot. Gli Stati Uniti stanno investendo pesantemente in ricerca e sviluppo relativi alle prove e distribuzione di sistemi sempre più automatizzati. I sistemi più importanti attualmente in uso sono gli UAV, velivoli senza equipaggio che possono essere armati e vengono comandati a distanza da un centro di comando. L'uso di questi aeromobili è ormai consolidato da tempo, e sono stati utilizzati in diversi scenari di guerra: per esempio, il Predator è in servizio dal 1995, e ha combattuto in Afghanistan, Pakistan, Bosnia, Serbia, Iraq, Yemen, Libia e Somalia. Riguardo ai veicoli terrestri, DARPA ha ospitato delle gare nel 2004 e 2005 per coinvolgere aziende private e università nello sviluppo di veicoli terrestri senza pilota in grado di attraversare terreni accidentati nel deserto del Mojave, per un premio finale di 2 milioni di dollari (DARPA Grand Challenge). Anche il campo dell'artiglieria ha visto ricerche promettenti, come quella per un sistema d'arma sperimentale chiamato "Dragon Fire II".
Lo sviluppo della tecnologia ha portato alla miniutarizzazione di questi robot (vedi ad esempio i droni armati)che ha portato ad un notevole abbassamento dei costi tanto da essere alla portata di soggetti i più diversi, il che crea preoccupazione per la difficile prevenzione degli attacchi.

## Esempi

### In uso attualmente
- Bayraktar TB2
- DRDO Daksh
- Goalkeeper CIWS
- Guardium[6]
- PackBot
- MARCbot
- RQ-9 Predator B
- RQ-1 Predator
- TALON
- Samsung SGR-A1[7]
- Gladiator Tactical Unmanned Ground Vehicle
- MarkV-A1

### In sviluppo
- ACER
- BigDog
- Dassault nEUROn
- Dragon Runner
- MATILDA
- MULE
- John Deere Gator
- Legged Squad Support System
- Ripsaw MS1
- SUGV
- Syrano
- iRobot Warrior
- PETMAN
- Excalibur unmanned aerial vehicle

## Effetti e impatti

### Vantaggi
Il Maggiore Kenneth Rose della formazione dell'esercito degli Stati Uniti ha illustrato alcuni dei vantaggi della tecnologia robotica nella guerra:"Le macchine non si stancano. Non chiudono gli occhi. Esse non si nascondono sotto gli alberi quando piove e non parlano con i loro amici... L'attenzione per i dettagli di un essere umano scende drasticamente nei primi 30 minuti... Le macchine non conoscono la paura."
L'attenzione crescente è rivolta anche a come rendere i robot più autonomi, al fine di eventualmente permettere loro di operare da soli per lunghi periodi di tempo, forse dietro le linee nemiche. Per tali funzioni, sistemi come l'Energetically Autonomous Tactical Robot sono in corso di sviluppo, in quanto mira a ricavare l'energia per sostentarsi dalle materie vegetali.

## I potenziali rischi
Nel 2009, accademici ed esperti tecnici hanno partecipato ad una conferenza per discutere l'impatto della ipotetica possibilità che i robot e i computer potrebbero diventare autosufficienti e in grado di prendere le proprie decisioni. Hanno discusso inoltre la possibilità e la misura in cui i computer e i robot potrebbero essere in grado di acquisire qualsiasi livello di autonomia, e in che misura potrebbero usare tali abilità a rappresentare forse una minaccia o pericolo. Essi hanno rilevato che alcuni robot hanno acquisito diverse forme di semi-autonomia, tra cui essere in grado di trovare fonti di energia in proprio e di essere in grado di scegliere autonomamente obiettivi da attaccare con le armi. Essi hanno anche notato che alcuni virus possono eludere l'eliminazione e hanno raggiunto un "intelligenza scarafaggio". Essi hanno rilevato che la consapevolezza di sé come illustrato nella fantascienza è forse improbabile, ma che ci fossero altri potenziali pericoli e le insidie.
Alcuni esperti e studiosi hanno messo in dubbio l'utilizzo di robot per il combattimento militare, soprattutto quando tali robot sono dotati di un certo grado di funzioni autonome. La US Navy ha finanziato una relazione che indica che, più i robot militari diventano complessi, più dovrebbe esserci maggiore attenzione alle implicazioni della loro capacità di prendere decisioni autonome.
Nel 2015 Max Tegmark si è fatto promotore di una lettera di denuncia dei pericoli insiti nella corsa agli armamenti, di armi autonome che scelgono e colpiscono i bersagli senza l'intervento umano e che per la loro economicità saranno alla portata di chiunque, la lettera è stata sottoscritta da Stephen Hawking  e da migliaia di illustri ricercatori di IA e di robotica.
Nel settembre 2018 il Parlamento Europeo ha emesso una Risoluzione sui pericoli derivanti da sistemi d'arma completamente autonomi